# Трифунович, Неманья
Нема́нья Трифу́нович (серб. Немања Трифуновић; род. 29 июня 2004, Чачак) — сербский футболист, нападающий клуба «Партизан».

## Клубная карьера
Трифунович — воспитанник клубов «Борац» и «Партизан». 6 августа 2023 года в матче против «Войводины» он дебютировал в сербской Суперлиге в составе последних. 25 мая 2024 года в поединке против «Радничков» из Крагуеваца Неманья забил свой первый гол за «Партизан». 